# Babyloniska talsystemet

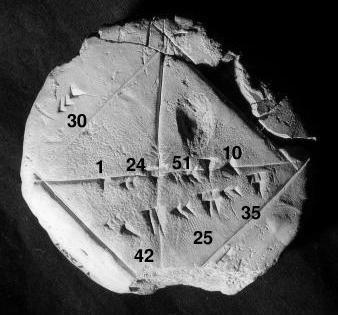
Babylonisk lerskiva YBC 7289 med notering. Diagonalen visar en uppskattning av kvadratroten ur 2 i fyra sexagesimala figurer, som är runt sex decimalfigurer.
1 + 24/60 + 51/60^{2} + 10/60^{3} = 1.41421296...
(Bild av Bill Casselman)

Babyloniska talsystemet syftar på det talsystem som användes av människorna i Mesopotamien, i dagens Irak, från de gamla sumerernas tid fram till Babylons fall 539 f.Kr.
Till skillnad från den stora mängden källor till egyptisk matematik så är vår kunskap om babylonisk hämtad från endast 400 lerskivor som har grävts fram sedan 1850-talet. Skivorna skrevs på med kilskrift med hjälp av en griffel av bladvass medan de fortfarande var fuktiga, och eldades i en ugn eller fick stå i solvärmen. Större delen av alla framgrävda skivor har daterats till mellan 1800 och 1600 f.Kr. och behandlar bland annat bråk, algebra, andra- och tredjegradsekvationer, Pythagoras sats, uträkning av pythagoreisk trippel och möjligen trigonometriska funktioner (se Plimpton 322). Den babyloniska lerskivan YBC 7289 ger en uppskattning av {\displaystyle {\sqrt {2}}} som är korrekt så långt som till nästan sex decimaler.
Babylonierna, som var kända för sina astrologiska observationer och beräkningar (som hjälptes av deras uppfinning, abakus), använde ett sexagesimalt talsystem (talbas 60) som de ärvde från den sumeriska och den akkadiska civilisationen. Ingen av föregångarna hade emellertid ett positionellt system.

Ovan syns de babyloniska tecknen för talen 1-59.

Babylonierna hade inte något tecken, eller begrepp över huvud taget, för talet 0. Även om de förstod begreppet intighet, så betraktade de inte det som ett tal, utan snarare som bristen på ett tal. Babylonierna hade istället ett mellanrum (och senare en annan mångtydig symbol) för att markera icke-existensen av en siffra i en särskild värdeposition.